# Pier Luigi Cimma
Pier Luigi Cimma (Torino, 19 agosto 1941 – 31 luglio 2006) è stato un compositore, chitarrista e liutista italiano.

## Biografia
Laureato in Giurisprudenza, perché la sua famiglia nobile (discendeva dalla famiglia dei conti Cimma della Scala) fu opposta alla musica professionale. Diplomato presso il Conservatorio Superiore di Musica di Madrid, conseguì successivamente il diploma di Musica corale e Composizione.
Allievo di Andrés Segovia, è stato insegnante di chitarra e liuto, tra gli altri, di Gabriella Perugini, Roman Turovsky-Savchuk, Salvatore Gullace, Christian Zambaia e Massimo Riva, Ivano Icardi
Ha presentato il programma Musica Insieme, nel 1980, sul secondo canale Rai accanto, tra gli altri, a Milena Vukotic e Piero Chiambretti. Fondatore del Festival di Chitarra di Bardonecchia, è stato docente presso il Conservatorio "G. Verdi" di Torino. Fino al 2006 titolare dell'Accademia italiana di Chitarra.
Le sue composizioni sono pubblicate presso le Edizioni Bèrben.
| Controllo di autorità | Europeana agent/base/15381 |